# 주요동

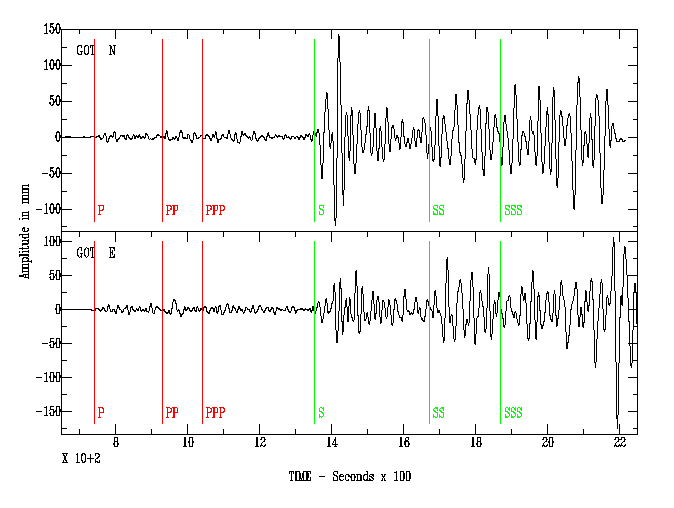
1906년 샌프란시스코 지진 당시 독일의 지진계에서 관측된 지진파의 파형. 맨 왼쪽 녹색선 이후가 주요동이다.

주요동이란 지진의 중반기 큰 규모의 지진동을 의미한다. 지진파 중 S파와 표면파(레일리파 및 러브파 등)로 유발되는 진동이다. 또한 주요동이 도달하기 전까지는 P파로 발생하는 약한 흔들림이 이어지는데 이를 초기미동이라고 부른다.

## 설명
지진동은 지진파가 만들어 낸 흔들림으로 발생하며, 지진파는 P파, S파, 표면파 등으로 구분된다.:48–50:56–57 이 세 파동의 전파 속도는 각각 달라 P파는 약 5-7 km/s, S파는 약 3-4 km/s이다. 따라서 관측지점에서 바라보면 지진파는 P파가 제일 먼저 도달하고, 그 다음 S파와 표면파 순으로 도달한다. 지진동도 각각의 지진파에서 유발되는 흔들림이므로 P파의 흔들림이 발생한 후 S파의 흔들림이 이어 발생한다.
S파는 전단파 혹은 횡파라고 불리며 그 흔들림은 P파보다 크다. S파는 가장 빠르게 이동하는 P파에 이어 지진 관측소에 도착해 전파 방향에 수직인 방향으로 지반을 변위시킨다. 또한 지진의 파형을 관측하면 파형 중 주동에 해당하는 부분이 대부분을 차지한다. S파나 표면파는 지진파의 주기가 비교적 길기 때문에 주요동은 유사운동이라는 큰 흔들림으로 찾아와 사람도 쉽게 체감할 수 있다. 또한 건물이 쉽게 흔들리는 주기와 일치하는 경우도 많아 주요동의 강한 흔들림으로 건물이 큰 손상을 입는 경우가 많다.
다만 지진동 중 주요동이라도 전부 강한 것은 아니다. 지진파와 지진동의 주기는 지진의 규모나 진원 깊이와 연관성이 깊다. 대지진이라고 부르는 규모 M7 정도까지는 단주기 지진동이 더 크지만, 그 이상의 규모가 커질수록 장주기 지진파의 진폭은 커지지만 5초 이내의 단주기 지진파의 진폭이 더 이상 커지지 않는 현상이 발생하며 해구형지진의 경우에는 장주기 지진동이 월등히 더 강해진다. 또한 주기가 길어질수록 감쇠 비율이 점점 작아지기 때문에 진앙에서 멀어질수록 단주기 지진동보다는 장주기 지진동을 느끼기가 훨씬 쉽다. 규모가 큰 지진에서는 단주기 지진동의 진폭이 규모와 비례하지 않으므로 장주기 지진동의 파형에서 모멘트 규모를 계산한다.
주요동을 구성하는 S파와 표면파 중에서는 S파가 더 감쇠하기 쉽다. 따라서 진원에서 먼 지점일수록 S파의 영향이 작아지는 대신 표면파의 영향이 더 큰 경우가 많다. 또한 진원 깊이가 수 km인 직하형지진과 같은 진원이 얕은 지진에서는 S파를 넘는 강한 표면파가 발생하는 경향이 있다.

## 같이 보기
- 지진경보체계
- S파

## 참고 문헌
- Shearer, Peter M. (2009). 《Introduction to Seismology》. Cambridge University Press. ISBN 978-0-521-88210-1.
- 이기화 (2016년 10월 30일).  박상준, 편집. 《모든 사람을 위한 지진 이야기》 1판. 서울: 사이언스북스. ISBN 978-89-8371-730-6.